# Onthophagus laticornis
Onthophagus laticornis là một loài bọ cánh cứng trong họ Bọ hung (Scarabaeidae).